# John Lander (explorador)
John Lander (Truro, 29 de diciembre de 1806 – Londres, 16 de noviembre de 1839) fue el hermano menor del explorador inglés Richard Lemon Lander y participó en una expedición al África occidental.

## Biografía

### Primeros años
John Lander fue el cuarto hijo de John Lander, posadero de Truro y destacado luchador, y Mary Penrose. Trabajó como aprendiz en una imprenta.

### Expedición al África occidental
En 1830, John participó en la segunda expedición que su hermano Richard Lander realizó al África occidental. Desembarcaron en Badagry en marzo y siguieron el curso del río Níger desde Bussa hasta el mar. Después de explorar unos 160 kilómetros aguas arriba del río Níger, volvieron para explorar en canoa el río Benue y el delta del Níger. En el delta fueron secuestrados por los lugareños, y el rey local Obi Ossai exigió un gran rescate, que fue pagado por Kingboy Amain, del reino de Nembe Brass. Richard fue llevado a Akassa, en el delta del Níger, para persuadir a un comerciante inglés, el capitán Luke, de que devolviera el rescate pagado por Kingboy Amain, mientras John permaneció en Nembe. El rescate nunca fue devuelto, pero Kingboy Amain les concedió un salvoconducto para regresar. 
A pesar de este revés, los Lander lograron determinar el curso y la desembocadura del gran río. En 1831, viajaron de regreso a Gran Bretaña desde Fernando Poo vía Río de Janeiro.

### Muerte
John trabajó en la aduana de Liverpool y más tarde en Londres gracias al patrocinio de Lord Goderich, presidente de la Royal Geographical Society. Murió dos años después de regresar de África por una inflamación pulmonar, producida posiblemente por alguna enfermedad allí contraída.